# Sint-Jacobskapel (Tienen)

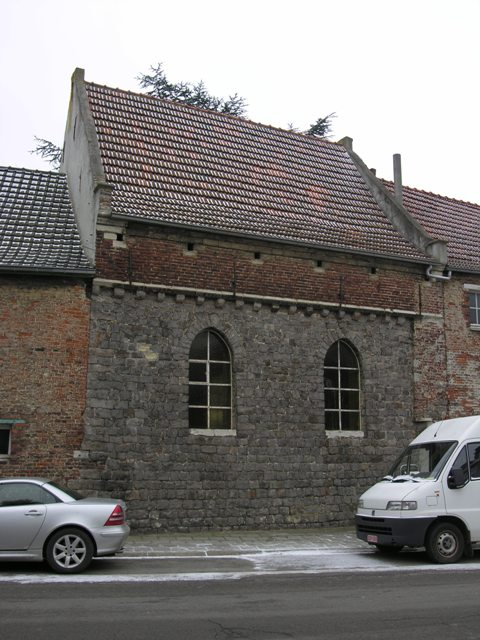
Sint-Jacobskapel

De Sint-Jacobskapel is een kapel in de Vlaams-Brabantse stad Tienen, gelegen aan de Waaibergstraat 5.
De gotische kapel is vermoedelijk in de 13e eeuw gebouwd met blokken kwartsiet. In de 16e of 17e eeuw werd hij verhoogd met baksteen.
In de kapel vindt men nog de resten van een altaar in Lodewijk XVI-stijl.
De kapel is al geruime tijd niet meer als zodanig in gebruik en dient als bergplaats bij de Katholieke Land- en Tuinbouwschool.